# Dyl Sowizdrzał

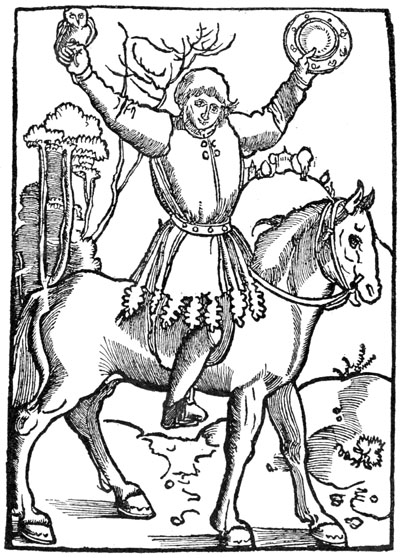
Dyl Sowizdrzał

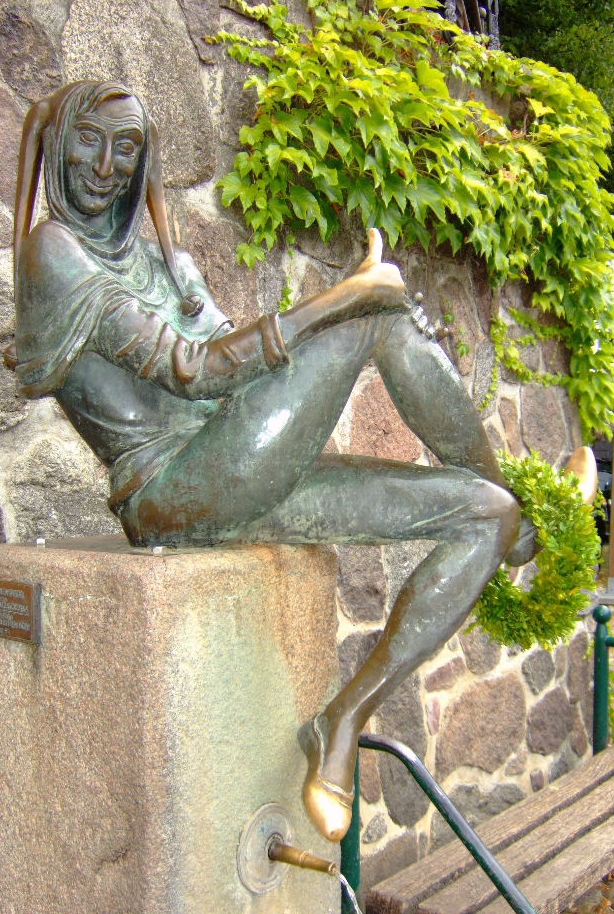
Pomnik Dyla Sowizdrzała w Mölln

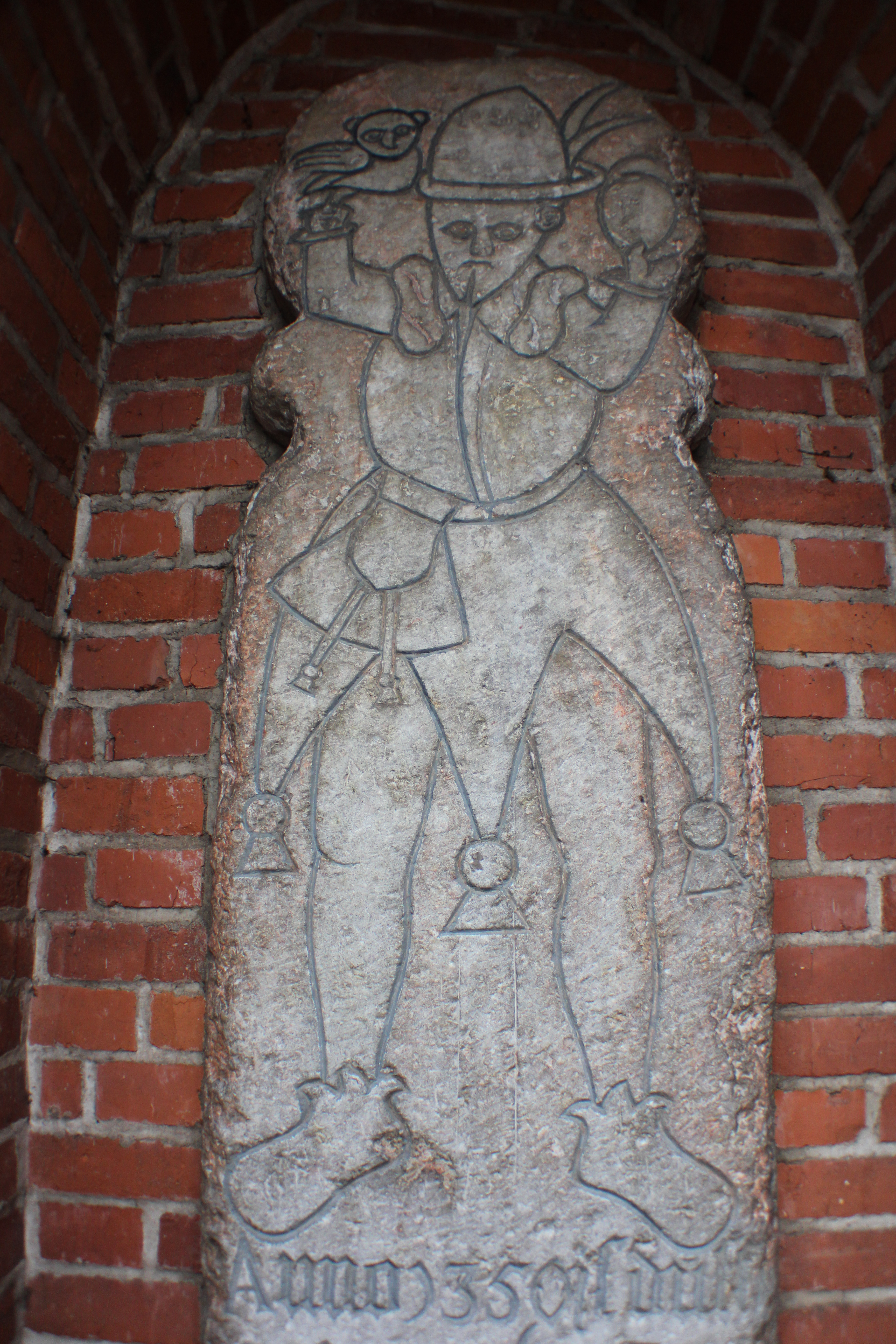
Dyl Sowizdrzał (Mölln)

Dyl Sowizdrzał, Sowiźrzał (niem. Till Eulenspiegel, dolnoniem. Dyl Ulenspegel, niderl. Tijl Uilenspiegel, flam. Till Ulenspiegel) – postać złośliwego błazna-psotnika i figlarza, będącego uosobieniem mądrości ludowej oraz plebejskiego – często rubasznego – humoru, wywodząca się z folkloru północnych Niemiec.

## Historia
Najstarsza literacka wersja przygód Dyla Sowizdrzała została opublikowana anonimowo w 1510/1511 pod tytułem Ein kurtzweilig Lesen von Dyl Ulenspiegel, geboren uß dem Land zu Brunßwick, wie er sein leben volbracht hat....
Według tej wersji, Dyl Sowizdrzał urodził się w 1300 roku w Kneitlingen (Saksonia), a zmarł w 1350 w Mölln (w Holsztynie). Nie ma jednak żadnych dowodów, że taka osoba w rzeczywistości istniała. Sowizdrzał, wędrowny rzemieślnik, przenosi się z miejsca na miejsce, płatając figle przy każdej robocie, do której się zabiera i udając głupca. Psikusy jego wiążą się przede wszystkim z dosłownym traktowaniem wyrażeń przenośnych, np. wykonywaniem poleceń w sposób skrajnie dosłowny. 
Niemieckie słowo Eulenspiegel można dosłownie tłumaczyć jako "sowie zwierciadło" (staropolskie zdrzało - zwierciadło, lustro, współczesne dialektalne cieszyńskie zdrzadło ts., być może w korelacji z czeskim zdradlo, zrcadlo) – i rzeczywiście nieodłącznymi atrybutami Dyla są sowa i zwierciadło. Jego etymologia jest jednak nieco bardziej złożona: niekoniecznie wiąże się ono bezpośrednio ze słowem die Eule – "sowa", lecz prawdopodobnie pochodzi od starodolnoniemieckiego ulen – "wytrzeć" oraz spegel – "zwierciadło" lub "tyłek", a ul'n spegel oznacza również "wytrzyj mi tyłek" lub jeszcze bardziej dosadnie "pocałuj mnie w d...". Przykładem jest piec kaflowy w gdańskim Dworze Artusa. Gdy przyjezdni próbowali go objąć ramionami ustami dotykali kafelka z wypiętymi pośladkami Dyla Sowizdrzała. Jeszcze inną możliwością jest jakiś związek znaczeniowy z wieżą, której szczyt określano również słowem Eule (por. wieża głupców). 
Pierwsza anonimowa wersja opowieści o Dylu cieszyła się dużą popularnością w całej Europie, przetłumaczona została na większość języków europejskich. W najstarszym polskim przekładzie z lat 30. XVI wieku, który zachował się do naszych czasów tylko we fragmentach, Dyl nosił miano Sownociardłko, w późniejszych przekładach – Sowiźrzał, a w wydaniach od XIX wieku – Sowizdrzał. Z początku XVII wieku pochodzi niemal kompletny przekład pt. Sowizrzał krotochwilny i śmieszny, nieznanych z nazwiska tłumaczy, często później wznawiany.
Postać Dyla była na tyle symboliczna, że od jego nazwiska ukuto termin literatura sowizdrzalska na określenie całego nurtu plebejsko-satyrycznego w literaturze polskiej końca XVI i początku XVII w.

## Sowizdrzał w sztuce
Postać ta stanowiła wielokrotnie inspirację dla artystów:
- W Polsce w 1879 r. temat Sowizdrzała podjął Franciszek Ksawery Tuczyński w bardzo popularnej ówcześnie książce Kasper Pokraka sowizdrzał polski: żywot największego figlarza, jaki żył na bożym świecie[2]. W 1899 r. ukazało się II wydanie tego dzieła. W 1903 r. drukarnia Fr. Chocieszyńskiego w Poznaniu przygotowała już V edycję Kaspra.
- Belgijski pisarz Charles De Coster wydał w 1868 roku własną wersję przygód Dyla pt. Legenda jako też bohaterskie wesołe i sławne przygody Dyla Sowizdrzała i Jagnuszka Poczciwca w krajach flamandzkich i gdzie indziej (fr. La Légende et les aventures héroïques, joyeuses et glorieuses d’Ulenspiegel et de Lamme Goedzak au Pays de Flandres et ailleurs), w której postać ta staje się symbolem oporu Flamandów przed okupacją hiszpańską w XVI wieku.
- Niemiecki kompozytor Richard Strauss skomponował w latach 1894-1895 poemat symfoniczny pt. Till Eulenspiegels lustige Streiche (Figle Dyla Sowizdrzała)
- Holenderski reżyser Joris Ivens i Gérardem Philipe nakręcili w 1956 roku film pt. Przygody Dyla Sowizdrzała z Gérardem Philipe'em w roli tytułowej[3].
- Jacek Kaczmarski w 1981 napisał Epitafium dla Sowizdrzała[4], włączone później do programu Wojna postu z karnawałem.
- powieść Sowizdrzał świętokrzyski Józefa Ozgi-Michalskiego
- piosenka Sowizdrzał Wojciecha Płocharskiego na płycie Cyfry zespołu Przyjaciele